# Peoria (Illinois)
Peoria és una població dels Estats Units a l'estat d'Illinois. Segons el cens del tenia 112.936 habitants.

## Demografia
Segons el cens del 2000, Peoria tenia 112.936 habitants, 45.199 habitatges, i 27.345 famílies. La densitat de població era de 982,1 habitants/km².
Per edats la població es repartia de la següent manera: un 25,7% tenia menys de 18 anys, un 12% entre 18 i 24, un 27,2% entre 25 i 44, un 20,8% de 45 a 60 i un 14,2% 65 anys o més.
L'edat mediana era de 34 anys. Per cada 100 dones de 18 o més anys hi havia 85 homes.
Cap de les famílies i el 18,8% de la població estaven per davall del llindar de pobresa.

## Poblacions més properes
El següent diagrama mostra les poblacions més properes.